# Restrepia teaguei
Restrepia teaguei, commonly called the Teague's Restrepia, là một loài lan đặc hữu của Ecuador (Zamora-Chinchipe).